# Tramvajová nehoda na Špejcharu 1982
Tramvajová nehoda na Špejcharu ve středu 17. února 1982 je uváděna jako největší tragédie v historii pražské tramvajové dopravy a druhá největší tramvajová nehoda v Česku. Následkem nehody zemřelo 7 lidí, asi 12 bylo těžce zraněno.

## Popis
Přeplněná jednovozová tramvaj typu T1 linky 26 s evidenčním číslem 5118 jela po Letenské pláni po tehdejší třídě Obránců míru (dnes Milady Horákové, hranice Bubenče a Holešovic) ve směru od Strossmayerova náměstí ke křižovatce Špejchar. V místě odbočky do tramvajové smyčky Špejchar v 16:45 hodin (některé zdroje uvádějí 16:47 h) si řidič nevšiml, že výhybka zůstala po předchozí tramvaji přestavená doleva. Tramvaj prudce zabočila ke smyčce, přičemž vykolejila, převrátila se na pravý bok a pokračovala v pohybu až ke sloupu veřejného osvětlení, který střechou porazila, mezitím se střetla s osobním vozem a zničila zábradlí.
V záznamu o nehodě se píše: „V konečném postavení se vůz nacházel na pravém boku cca 25 m od místa vykolejení, bočně 10 m vpravo od pojížděné koleje. Pohyb vozu po boku byl cca 10 m. Pedál brzdy v poloze odparkováno, řízení vypnuto, pantograf zničen. Demolovaný pravý bok, přední a zadní skla, pantograf a střecha.“
Následkem nehody zemřelo na místě 6 lidí a sedmý po převozu do nemocnice. Zemřeli převážně ti, kdo odstředivou silou vypadli ze (zadních) dveří a tramvaj se na ně následně převrátila. Oběťmi byli M. F. (34 let), R. J. (19 let), R. J. (38 let), R. K. (6 let), M. M. (51 let), P. J. (28 let) a A. Z. (30 let). 12 dalších osob (některé zdroje uvádějí 14) bylo zraněno těžce a 43 osob včetně řidiče lehce. Hmotná škoda na tramvaji byla 70 tisíc Kčs a na automobilu 15 tisíc Kčs.
Tramvajový provoz byl obousměrně přerušen po dobu více než tří hodin, do 19:55. Náhradní dopravu přes Letnou zajišťovalo šest autobusů, tramvajové linky byly odkloněny jinudy.

## Příčiny nehody
V pravidelném provozu zde doleva žádná linka neodbočovala, předchozí souprava linky 31 o dvě minuty dříve se však na příkaz dispečera jela odstavit do smyčky.
Řidič Miroslav D. nedodržel rychlost předepsanou pro jízdu přes výhybky, tramvaj vjela do výhybky rychlostí kolem 40–45 km/h (maximálně povolená rychlost byla tehdy pravděpodobně stejná jako dnes, tedy 15 km/h pro přímý směr). Rovněž řidič zanedbal povinnost přesvědčit se pohledem o poloze jazyků výměny. Řidič byl po nehodě vzat do vazby, později byl odsouzen jako jediný viník.
Obecně se řidičům (například v rámci cvičných jízd) doporučuje, aby po odbočení do pravidelně nepojížděného směru za sebou, je-li to možné, výhybku „zavírali“, tedy vraceli do základní polohy, ale povinností to podle předpisů v době nehody nebylo a není ani nyní. (Bylo to povinností průvodčích, dokud existovali, tedy do května 1974. Na řidiče pak tato povinnost nebyla přenesena.)
Necelý rok po nehodě, 25. ledna 1983 na lince 23, byl v Praze ukončen provoz tramvají typu T1. Jejich stažení z provozu bývá někdy dáváno do souvislosti s nehodou na Špejchaře.